# Sobrado à Praça 15 de Novembro, n. 17
O Sobrado à Praça 15 de Novembro, n. 17 é uma edificação localizada em Salvador, município do estado brasileiro da Bahia. Foi tombado pelo Instituto do Patrimônio Histórico e Artístico Nacional (IPHAN) em 1943, através do processo de número 256.

## Arquitetura
Casa construída na primeira metade do século XVII por Jerônimo de Burgos. Teve, em 1820, parte da sua edificação demolida devido à ameaça de desabamento. No final do século XIX, a casa que até então pertencia à Santa Casa de Misericórdia, passa para a Ordem Terceira de São Domingos. Sobrado urbano, desenvolvido em três pavimentos, que, originalmente, desenvolvia-se em forma de "L", fechando dois lados de um pátio quadrado, do qual restou estreita nesga.
Sua forma atual resulta da demolição, realizada em 1820, que lhe privou de uma das alas do "L". Como nas construções do mesmo período, a circulação não assume o caráter de uma função fechada, desenvolvendo-se através dos cômodos. No século XX, na parte do fundo foi criado um anexo para instalação de cozinha, sanitários e serviços. O acesso aos andares superiores se faz através de um saguão que se abre para o cruzeiro de São Francisco. Possui no segundo andar, balcão corrido e amplos salões com belos tetos apainelados.

Foi tombado pelo IPHAN em 1943, recebendo tombo histórico (Inscrição 219/1943).